# Байза, Йозеф
Йозеф Ба́йза (венг. Bajza József; 31 января 1804, дер. Сючи — 3 марта 1858, Пешт) — венгерский поэт, писатель, редактор и театральный критик.

## Биография
Йозеф Байза родился 31 января 1804 года в деревне Сючи в дворянской семье.
С 1823 года Й. Байза был сотрудником издававшегося Кароем Кишфалуди журнала «Аврора» и состоял редактором этого периодического печатного издания с 1830 по 1837 год.
Стихотворения, изданные в городе Пеште в 1836 году, поставили его в один ряд с лучшими венгерскими лириками.
Вместе с лучшими беллетристами Венгрии он издавал с 1831 по 1836 год «Критические Листки», с 1837 по 1843 год — «Athenaeum» и «Figyelmező» («Наблюдатель»).
Изданием иностранных драматических произведений в 1830 году в Пеште и в качестве директора основанного 1837 году Национального театра он оказал неоценимые услуги венгерской сцене. Впоследствии Йозеф Байза посвятил себя изучению истории и внёс значительный вклад в венгерскую литературу своей исторической библиотекой («Történeti Könyvtár», 6 томов, Пешт 1843—45 гг.), в состав которой вошли переводы лучших иностранных исторических сочинений, а также обработанным по немецким источникам сочинением «Uj Plutarch» («Новый Плутарх»).
Сочинение Й. Байза «Világtörténet» («Всемирная история»), остановилось на древней истории и представляет собой простую компиляцию немецких историков. Венгерская оппозиция поручила ему в 1847 году редакцию и издание политического листка «Ellenőr» («Контролер»).
После мартовских событий 1848 года в Венгрии премьер-министр и правитель-президент Венгрии в период Венгерской революции 1848—1849 годов Лайош Кошут поручил ему редактирование своего полуофициального органа: «Kossuth Hírlapja» («Газета Кошута» или «Кошутовский листок»), который выходил с июня по декабрь 1848 года.
С 1831 года Й. Байза состоял членом Венгерской академии наук и являлся весьма деятельным членом «Кисфалудийского общества».
С 1850 года Йозеф Байза страдал душевной болезнью. 3 марта 1858 года он скончался в городе Пеште.
Согласно КЛЭ, самые значительные поэтические произведения автора были созданы в жанре патриотической лирики. Среди них: «Апофеоз» («Apotheosis», 1834), «Мольба» («Fohászkodás», 1849), «Пророчество» («Jóslat», 1850) и другие.
Дочь –  Элеонора Беницкая-Байза, писательница.